# Die Frau ohne Kopf
Die Frau ohne Kopf (Originaltitel: La mujer sin cabeza) ist der dritte Spielfilm von Lucrecia Martel und gehört mit La Ciénaga – Morast (2001) und La niña santa – Das heilige Mädchen (2004) zur sogenannten Salta-Trilogie der Regisseurin. Er wurde bei den Filmfestspielen von Cannes 2008 uraufgeführt und war dort für die Goldene Palme nominiert. Bevor er am 21. August desselben Jahres in Argentinien startete, wurde er bei den Filmfestivals von Gijon und Locarno gezeigt.

## Handlung
Der Film spielt in Salta, einer Region Argentiniens an der Grenze zu Bolivien. Verónica, genannt Véro, eine Zahnärztin um die 50, ist mit dem Auto auf der Rückfahrt von einer Familienfeier. Aus Unachtsamkeit überfährt sie auf einer menschenleeren Straße etwas, das ein Tier oder ein dunkelhäutiges Kind gewesen sein könnte. Bei dem Zusammenstoß prallt sie mit dem Kopf gegen die Windschutzscheibe. Sie fährt jedoch einfach weiter und lässt sich nur im Anschluss im Krankenhaus untersuchen. Bevor sie ihre Röntgenbilder erhält, verlässt sie das Krankenhaus. Später schläft sie in einem Hotelzimmer mit Juan Manuel, einem Verwandten ihres Mannes. Wieder zuhause angekommen, wirkt Véro wie traumatisiert und kann einfachste Sätze nicht beantworten. Während sie abwesend und wie ein Fremdkörper in ihrem bürgerlichen Alltag agiert, wird gezeigt, wie die indigenen Hausangestellten ihren täglichen Pflichten nachgehen. Ein Mädchen, das im Blumenladen ausgeholfen hat, wird vermisst.
Einige Zeit später erzählt Véro ihrem Mann Marcos von dem Unfall. Er überredet Véro, zum Ort des Geschehens zurückzukehren. Sie findet dort nur einen toten Hund und ist erleichtert. Außerdem nutzt Juan Manuel seine guten Verbindungen zur Polizei. Er findet heraus, dass nahe dem Unfallort nichts Verdächtiges gefunden worden ist.
Eine Woche später fährt Véro zusammen mit Familienmitgliedern an dem Kanal vorbei, in dessen Nähe der Unfall stattgefunden hat. Bauarbeiter sind mit einem Rohr beschäftigt, das möglicherweise durch eine Leiche verstopft ist. Die Vorbeifahrenden schließen wegen des Verwesungsgestanks die Autofenster und schalten die Klimaanlage an.
Am Ende des Films tauchen zwei der drei indigenen Jungen wieder auf, die in der prologartigen ersten Szene des Films durch einen ausgetrockneten Kanal neben der Straße tollten: Sie helfen nun einem Gärtner auf Verónicas Anwesen, einen verborgenen Brunnen freizulegen. Sie erzählen, dass der dritte Junge nicht mehr zur Arbeit erschienen sei.
Schließlich stellt sich heraus, dass der vermisste Junge ertrunken ist, und nicht von einem Auto erfasst wurde. Véro besucht eine weitere Familienfeier und ist dort umgeben von ihrer fürsorglichen Familie. Sie entdeckt, dass ihre männlichen Verwandten alle Spuren beseitigt haben, die sie am Unfalltag hinterlassen hat: So hat ihr Bruder die Röntgenbilder aus dem Krankenhaus abgeholt, ihr Mann hat die Delle im Auto repariert, die durch den Unfall entstanden ist. Für das Hotelzimmer, in dem sie am Unfalltag übernachtet hat, existiert keine Buchung mehr. Sie selber hat ihre blondierten Haare dunkelbraun gefärbt und ist damit zu ihrer natürlichen Haarfarbe zurückgekehrt.

## Hintergrund
Die Frau ohne Kopf wurde von Pedro Almodóvars Produktionsgesellschaft El Deseo koproduziert. In Argentinien lief der Film nicht viel länger als eine Woche in den Kinos, wurde jedoch auf internationalen Festivals und von der Filmkritik hochgeschätzt.
Es ist der erste Spielfilm Martels, in dem es nicht um die Zeit des Heranwachsens geht. Laut Aussage der Regisseurin soll die Kameraperspektive den Film so wirken lassen, als liefe er im Kopf von Véro ab. Ein Thema von Die Frau ohne Kopf sei die Weigerung der argentinischen Bevölkerung, die wachsende wirtschaftliche Ungleichheit zwischen Mittel- und Unterschicht zur Kenntnis zu nehmen.

## Rezeption
Der Film wurde von der BBC unter die besten 100 Filme des 21. Jahrhunderts gewählt. Peter Bradshaw vom Guardian stellt ihn in eine Reihe mit Vera Drake von Mike Leigh und Caché von Michael Haneke: In allen drei in den Nullerjahren gedrehten Filmen werden die Themen Schuld, Verleugnung und Rückkehr des Verdrängten verhandelt.
Cristina Nord erwähnte im Standard Martels „elegante, unaufdringliche Art, gesellschaftliche Verwerfungen mit den Mitteln des Kinos zu registrieren“. Die provinzielle Enge und die Bigotterie der Bewohner von Salta werde durch das Zusammenspiel von „unübersichtlich gestalteten Bildern und einer Tonspur, die mit Störgeräuschen Unbehagen stiftet“ veranschaulicht. Die Montage steigere den Eindruck von Verwirrung, und am Filmende setzten sich die Fragmente nicht zu einem zusammenhängenden Ganzen zusammen. Klar dagegen werde die Überheblichkeit der Mittelschicht den indigenen Angestellten gegenüber gezeigt.
Stephen Holden verglich den Film in der New York Times mit Die mit der Liebe spielen von Antonioni. Hier werde ebenfalls das bewusste Vergessen eines Ereignisses und das geheime Einverständnis, eine Erinnerung zu unterdrücken, beschrieben. Ähnlich wie in Blow Up werde eine metaphysische Spukgeschichte erzählt, mit einem Verbrechen, das vielleicht nie stattgefunden hat. Subtil werde Véros Verhalten mit dem Schweigen der Argentinier während der Militärdiktatur in Verbindung gesetzt.
Bev Zalcock führte in ihrem Aufsatz „Judgement and the Dissapeared Subject“ aus, dass das von u. a. Lucrecia Martel vertretene „Neue Argentinische Kino“ eine Verbindung zwischen den Problemen der Gegenwart und der Zeit der Militärdiktatur herzustellen versuche. Schlüsselelemente, um Die Frau ohne Kopf zu verstehen, seien die Diktatur, die Desaparecidos und das Schweigen, das beide umgebe. María Onnetos introvertiertes Schauspiel drücke Véros Ambivalenz und Machtlosigkeit aus und trage zur rätselhaften Aura des Films bei. Die Kameraarbeit erzeuge in den Zuschauern oft den Eindruck, das Geschehen nicht überblicken zu können und machtlos zu sein. Durch den häufigen Verzicht auf Anschlüsse beim Schnitt unterlaufe Martel die vorherrschenden Erzählstrategien und schaffe normalerweise Unsichtbarem und Unsagbarem Raum.

## Auszeichnungen (Auswahl)
- Nominierung für die Goldene Palme bei den Filmfestspielen von Cannes (2008)
- Gewinner des ICP Awards bei der IndieWire Critics’ Poll für den besten nicht im Vertrieb befindlichen Film (2008)
- Gewinner bei der Village Voice Film Poll für den besten nicht im Vertrieb befindlichen Film (2008)
- Gewinner des Kritikerpreises beim Lateinamerikanischen Filmfestival in Lima (2008)
- Preis der Academia de las Artes y Ciencias Cinematográficas de la Argentina an Lucrecia Martel als beste Regisseurin, für den besten Film und das beste Originaldrehbuch (2008)
- Cóndor de Plata an María Onetto als beste Schauspielerin beim Preis des Verbands der argentinischen Filmkritiker und Filmjournalisten (2009)
- Preis für die beste Regisseurin bei den Latin ACE Awards in New York (2010)
- FIPRESCI-Preis für die beste Regisseurin beim Festival do Rio (2008)